# Manny Melchor
Manuel Cabagay Melchor (ur. 14 marca 1969 r.) – filipiński bokser, były mistrz świata IBF w kategorii słomkowej.

## Kariera zawodowa
Jako zawodowiec zadebiutował 11 lipca 1987r., przegrywając w debiucie przez TKO w 3. r. Do końca 1991 r. stoczył 37 pojedynków, z których 19 wygrał, 15 przegrał i 3 zremisował, pokonując w tym czasie m.in. byłego mistrza świata IBF, Erica Chaveza. 6 września 1992 r. otrzymał szansę walki o mistrzostwo świata IBF. Zmierzył się z Tajem Fahlanem Sakkreerinem. Melchor niespodziewanie zwyciężył niejednogłośnie na punkty (114-115, 119-114, 116-112) na terenie rywala, zdobywając pas. 12 grudnia w pierwszej obronie zmierzył się z Tajem Ratanapolem Sor Vorapinem. Filipińczyk przegrał niejednogłośnie na punkty, tracąc mistrzostwo.
Po stoczeniu kilku kolejnych 8 walk, z których 5 zakończyło się wygraną Filipińczyka, otrzymał szansę walki o mistrzostwo świata WBC, mając za rywala Ricardo Lópeza. Melchor przegrał przez nokaut w 11. rundzie, będąc słabszym w przebiegu całej walki. Po tej porażce stoczył jeszcze kilkadziesiąt walk, większość z nich przegrywając. Ostatnią walkę stoczył 3 maja 2002 r., przegrywając z niepokonanym Gabrielem Elizondo.